# Casa Manila
La Casa Manila es un museo en Intramuros que representa el estilo de vida colonial durante la colonización española de las islas Filipinas. Fue construido por Imelda Marcos durante la década de 1980 y sigue el modelo de arquitectura colonial española.